# Jorge Vázquez Viaña

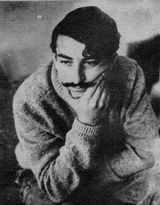
Jorge Vázquez Viaña

Jorge Vázquez Viaña (* 2. Januar 1939 in La Paz; verschwunden Mai 1967; Pseudonym: El Loro oder Bigotes) war intellektueller Revolutionär in der Guerilla Che Guevaras.

## Leben

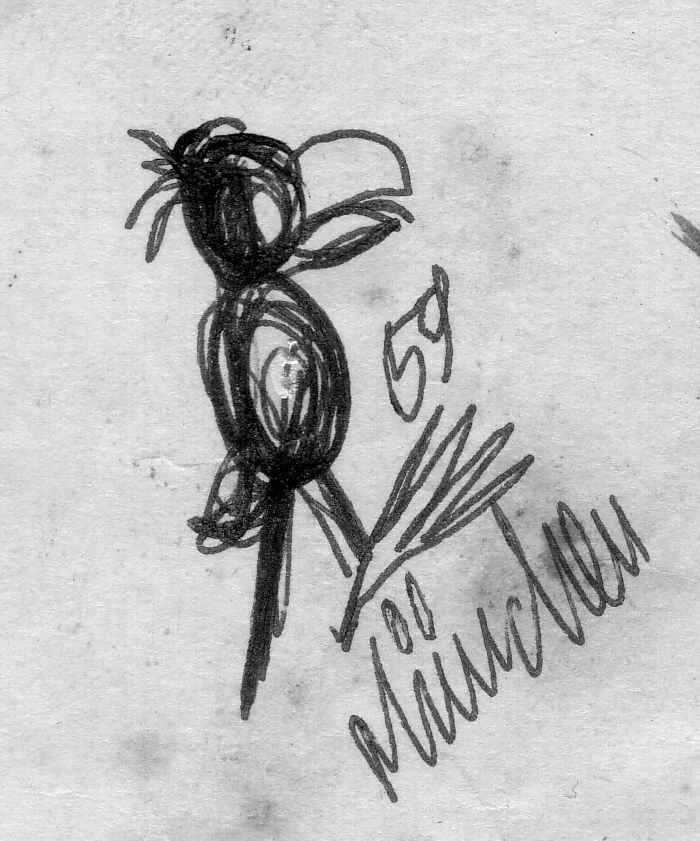
Loro

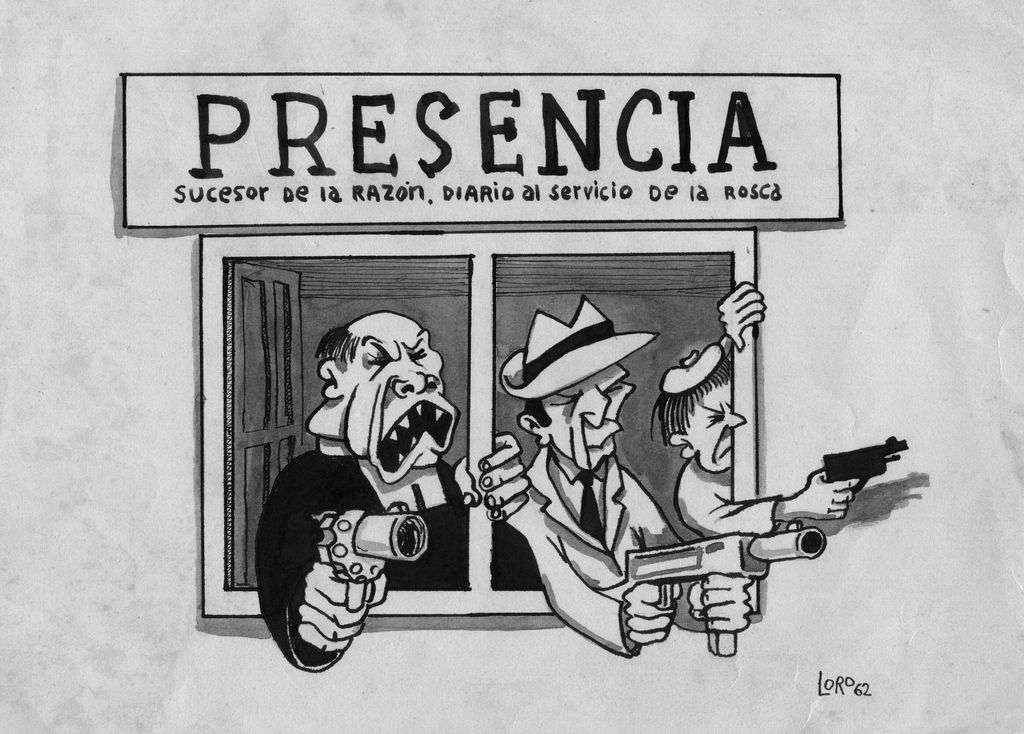
Karikatur

Er stammt aus einer konservativen, gut situierten Familie und wuchs mit seinem Bruder, Humberto, in La Paz, Bolivien, auf. Sein Vater, Dr. Humberto Vázquez Machicado, war ein bekannter bolivianischer Historiker, die Mutter, Elvira Viaña Canedo, Pianistin.
Nach seiner Schulausbildung am Instituto La Salle reiste er 1957 mit seinem Bruder nach Deutschland und schrieb sich als Student der Geologie an der Ludwig-Maximilians-Universität München ein. 1958 war er Mitbegründer der „Gesellschaft bolivianischer Studenten“ und auch deren Präsident.
Neben dem Studium der Geologie beschäftigte er sich auch intensiv mit der Malerei (er unterzeichnete mit „Loro“, ein Spitzname unter dem er auch in Che Guevaras Bolivianischem Tagebuch erwähnt wird) und im Sinne der Agitation mit Karikaturen.
Durch seinen Mentor, Ramiro Otero Lugones, Mitbegründer der PCB, sowie den Sozialismus in der DDR inspiriert, befasste er sich intensiv mit der kommunistischen Ideologie.
1962 kehrte Vázquez Viaña nach Bolivien zurück und trat in die PCB, die kommunistische Partei Boliviens, ein. Im Jahr 1963 war er schon für die PCB im Untergrund aktiv, betrieb eine geheime Druckerei in La Paz und war, von einer Finca nahe Emborozú, am Transport von Waffen für Masettis Guerillagruppe in Argentinien beteiligt. Ende 1965 reiste Vázquez Viaña nach Kuba und erhielt dort, zusammen mit anderen Mitgliedern der PCB, eine Ausbildung in Guerilla-Taktik.
Im Juli 1966 reiste Jorge Vázquez Viaña in seine Heimat zurück, um Che Guevaras Revolution in Bolivien vorzubereiten. Das Basislager in Nacahuazu erreichte er im November 1966. Erst für logistische Aufgaben ausersehen, wurde er am 25. Januar 1967 zur Vorhut eingeteilt. Bei einer Schießerei mit der Armee am 22. April wurde er verwundet und gefangen genommen.

## Tod
Nach seiner Gefangennahme wurde Jorge Vázquez Viaña in das Krankenhaus in Camiri gebracht. Sein Tod ist nach wie vor ungeklärt. Nach Angaben der bolivianischen Armee ist Vázquez Viaña am 22. April 1967 gefangen genommen worden. Dann wurde er mit Bauchschuss in das Krankenhaus von Camiri gebracht und ist seit dem 30. April 1967 „verschwunden“. Nach kubanischen Quellen wurde er nach seiner Gefangennahme gefoltert, ermordet und die Leiche vom Hubschrauber aus über dem bolivianischen Urwald abgeworfen. Er hinterließ seine deutsche Frau und zwei Kinder.
Aus Che Guevaras Guerilla konnten bis heute sechs Leichen nicht gefunden werden. Die Jorge Vázquez Viañas ist eine davon.